# Illingen (Welver)
Illingen – wieś w gminie Welver w powiecie Soest, w kraju związkowym Nadrenia Północna-Westfalia, w rejencji Arnsberg.

## Demografia
Według spisu ludności z końca 2024 roku, w Illingen mieszkało 322 mieszkańców, z czego 158 to mężczyźni, a 164 kobiety.

## Geografia

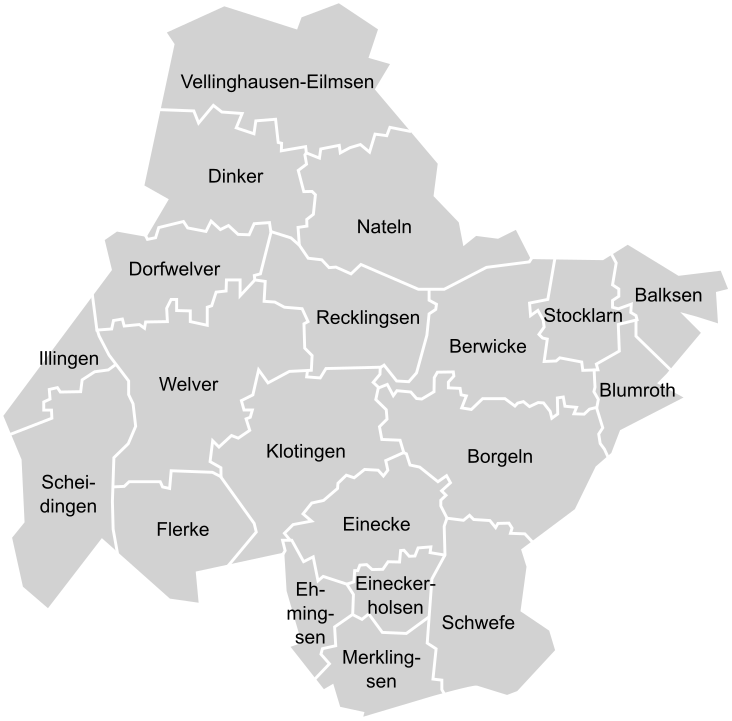
Dzielnice gminy Welver

Illingen mierzy powierzchnię 1,70 km².
Dzielnica leży w zachodniej części gminy i graniczy z trzema innymi dzielnicami: Dorfwelver, Welver i Scheidingen.

## Historia

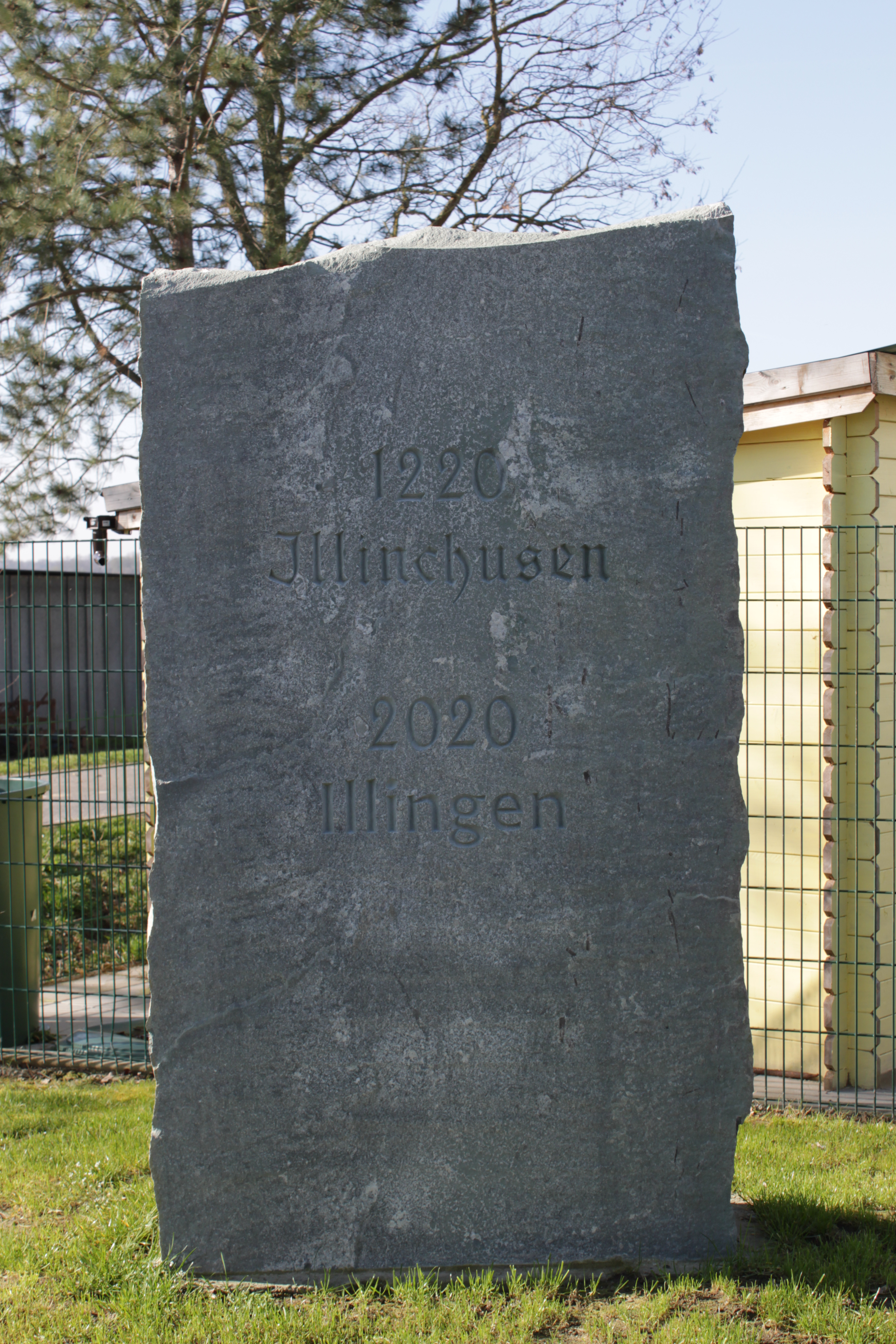
Pomnik z okazji 800-lecia Illingen

Pierwsza wzmianka o Illingen pochodzi z 1289 roku. Wówczas wieś nazywała się Illinchusen.

### Reorganizacja gmin
W ramach reorganizacji gmin 1 lipca 1969 roku Illingen wraz z 20 innymi miejscowościami stało się częścią nowej gminy Welver.

## Polityka
Burmistrzem Illingen jest Helmut Peters.